# Aion (альбом)
| Оценки критиков | Оценки критиков |
| Источник        | Оценка          |
| --------------- | --------------- |
| AllMusic        | [ 1 ]           |
| Select          | 4/5             |

Aion («эо́н», от др.-греч. αἰών «век», «жизненный путь») — пятый студийный альбом группы Dead Can Dance, выпущенный на британском лейбле 4AD в июле 1990 года. Альбом записан на домашней студии Брендана Перри «Quivy Church» в Ирландии. Первый альбом, записанный после прекращения романтических отношений между Перри и Джеррард.

## Об альбоме
«Aion» записан преимущественно в Ирландии, за исключением композиции «The Arrival And The Reunion», записанной на студии «Woodbine Street» в Лондоне.
Диск развивает тему, начатую в альбоме «The Serpent's Egg» и предыдущих записях. Музыкантов вдохновляла прежде всего музыка эпохи Раннего Возрождения, в записи использованы григорианские песнопения и барочные элементы, а также аутентичные музыкальные инструменты — колёсная лира («харди-гарди») и волынки.
Для оформления обложки альбома Брендан Перри использовал фрагмент картины-триптиха средневекового художника Иеронима Босха «Сад земных наслаждений».

## Список композиций
| №   | Название                                           | Длительность |
| --- | -------------------------------------------------- | ------------ |
| 1.  | «The Arrival and the Reunion»                      | 1:38         |
| 2.  | «Saltarello»                                       | 2:33         |
| 3.  | «Mephisto»                                         | 0:54         |
| 4.  | «The Song of the Sibyl»                            | 3:45         |
| 5.  | «Fortune Presents Gifts Not According to the Book» | 6:03         |
| 6.  | «As the Bell Rings the Maypole Spins»              | 5:16         |
| 7.  | «The End of Words»                                 | 2:05         |
| 8.  | «Black Sun»                                        | 4:56         |
| 9.  | «Wilderness»                                       | 1:24         |
| 10. | «The Promised Womb»                                | 3:22         |
| 11. | «The Garden of Zephirus»                           | 1:20         |
| 12. | «Radharc»                                          | 2:48         |